# Lycosa injusta
Lycosa injusta är en spindelart som beskrevs av Banks 1898. Lycosa injusta ingår i släktet Lycosa och familjen vargspindlar. Inga underarter finns listade i Catalogue of Life.